# 두개골의 서
《두개골의 서》(The Book of Skulls)는 1972년 첫 출간된 로버트 실버버그의 SF소설이다. 1972년 네뷸러상 후보에 올랐으며, 1973년 휴고상과 로커스상 후보에 올랐다.

## 개요
이 소설은 '두개골의 서'라는 사본(寫本)을 발견한 네명의 대학생에 관한 이야기이다. 그 사본은 애리조나 사막의 사원에서 생활하는 수도회에 관한 이야기를 다루고 있으며, 그곳의 수도사들은 그들의 기괴한 입회 의식을 통과한 사람들에게 영생을 부여할 수 있는 힘을 가지고 있다고 적혀 있다.
주인공 네명은 그들이 "그릇(Vessel)"으로써 인정받기 위해 사원으로 여행을 떠나게 되는데, 영생의 의식을 받아들이길 동의한 네명의 구성원들 중에서 두명은 다른 두명의 영생을 위해 무조건 죽어야만 한다고 두개골의 서에 기록되어 있다. 여기서 한명은 자살, 또 한명은 타살이어야 한다고 한다.
연속되는 챕터는 네 학생에 해당하는 각각의 시점으로 이야기 되며, 각 사건에 따라 혹은 넷의 성격에 따라 다양한 시각을 보여준다. 네드는 공식적인 동성애자이고, 일라이는 두개골의 서 사본을 발견할만큼 뛰어난 재능을 가지고 있지만 사회성이 떨어지는 청년이며, 티모시는 스타 운동선수이며 부유한 가문의 아들이고, 올리버는 농촌에서 자란 순수한 청년이다.
소설은 각자의 자아를 찾아가는 여행의 형태를 띠고 있다. 두개골 형제단의 본질과 진정한 목적은 의문으로 남아있지만, 자아를 찾아가는 여행에 초점을 맞추기 위한 하나의 장치로 볼 수 있다.
'두개골의 서'는 SF Masterworks 시리즈의 일부로 재 출간되었다.

## 영화
2006년 페이퍼백 판에서는 "메이저 영화로 곧 제작될 것이다."라고 적혀있다. 여러 영화관련 웹사이트에서 관련된 추측을 하고 있으나, 제작 계획은 중지된 상태이다.